# Ada Spadoni Urbani
Pour les articles homonymes, voir Urbani.
Ada Spadoni Urbani, née le 30 juillet 1946 à Spolète (Ombrie), est une femme politique italienne, membre du Peuple de la liberté. Elle est sénatrice entre 2008 et 2013 et actuellement vice-présidente du conseil régional de l'Ombrie.